# Шульманис, Роберт Вилисович
Ро́берт Ви́лисович Шу́льманис (латыш. Roberts Šūlmanis; 2 октября 1922 — 7 января 1950, аэропорт Кольцово, Свердловск, РСФСР, СССР) — латвийский и советский хоккеист, защитник и нападающий. Брат хоккеиста Вальдемара Шульманиса (1921—1975).

## Биография
Родился 2 октября 1922 года.
Начал играть в 1937 году в Риге в клубе «Университетский спорт». В 1940[уточнить] и с 1946 по 1949 гг. играл в ХК «Динамо» (Рига). Чемпион Латвийской ССР (1946; «Динамо-1» Рига). С 1949 играл в ХК ВВС, для этого он переехал в Москву. Принимал участие в первых четырёх чемпионатах СССР. Провёл свыше 60 матчей и забил 45 шайб в ворота. Являлся одним из сильнейших хоккеистов СССР в 1940-х годах. Отличался атлетической сложенностью, быстротой, тактической грамотностью, обладал мощным дальним броском.
Погиб в авиакатастрофе в аэропорту Кольцово в Свердловске 5 января 1950 года вместе с рядом других хоккеистов. Похоронен на Кольцовском кладбище.

## Статистика
| Сезон   | Команда       | Лига           | Забил шайб в ворота |
| ------- | ------------- | -------------- | ------------------- |
| 1946/47 | Динамо (Рига) | Чемпионат СССР | 7                   |
| 1947/48 | Динамо (Рига) | Чемпионат СССР | 24                  |
| 1948/49 | Динамо (Рига) | Чемпионат СССР | 6                   |
| 1949/50 | ВВС           | Чемпионат СССР | 6                   |